# La Féclaz
La Féclaz (prononcé « La Fécla », voire plus rarement « La Fécle ») est une station de sports d'hiver située en France sur la commune des Déserts, dans le département de la Savoie en région Auvergne-Rhône-Alpes. La Féclaz est une station du massif des Bauges appartenant au domaine skiable de Savoie Grand Revard, aussi surnommé « le petit Canada ».

## Géographie

### Situation

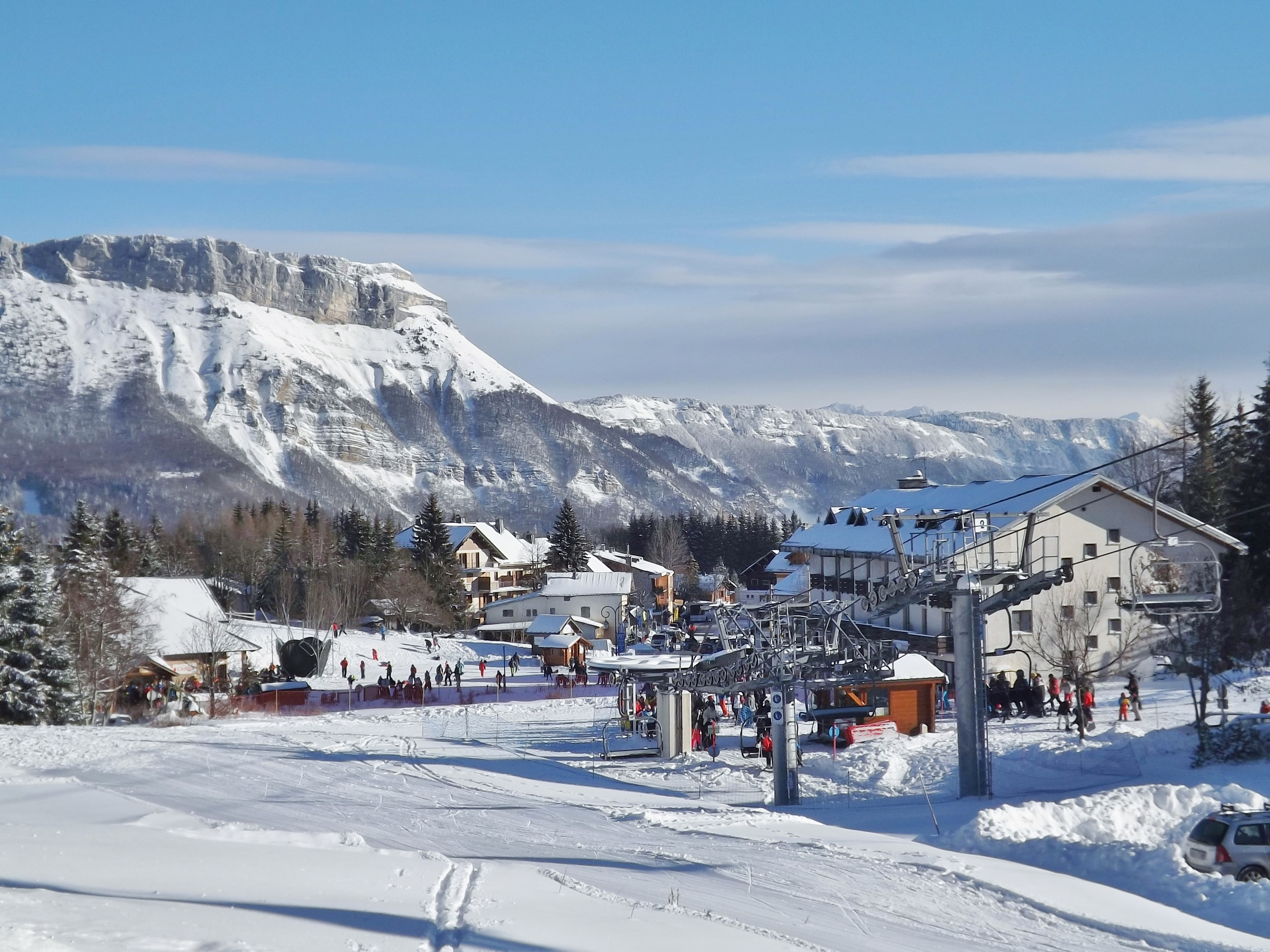
Départ du télésiège au pied des pistes.

La station de la Féclaz est située à environ 1 500 m d'altitude sur les contreforts ouest du massif des Bauges dans les Alpes. Elle s'étend du nord au sud sur une zone réduite entre le mont Revard (situé sur la station voisine du Revard) et le Nivolet, en surplomb de la cluse de Chambéry sur une zone comprise entre Chambéry et Aix-les-Bains.
Cette partie du massif, relativement boisée, est pentue au-delà de l’arête marquant le sommet et constitue la zone de ski alpin. Plus bas, au niveau de la station, la pente fait place à un plateau sur lequel sont notamment tracées les pistes de ski nordique et de randonnée. De par ses forêts résineuses et une fois recouvert de neige, ce plateau a des allures de « petit Canada », ce qui lui vaut, ainsi que plus généralement au domaine de Savoie Grand Revard, ce surnom.
Les agglomérations les plus proches sont celles de Chambéry et d'Aix-les-Bains (25 km), d'Annecy (35 km) et de Grenoble (70 km), Lyon se trouvant pour sa part à 120 km.

### Accès à la station

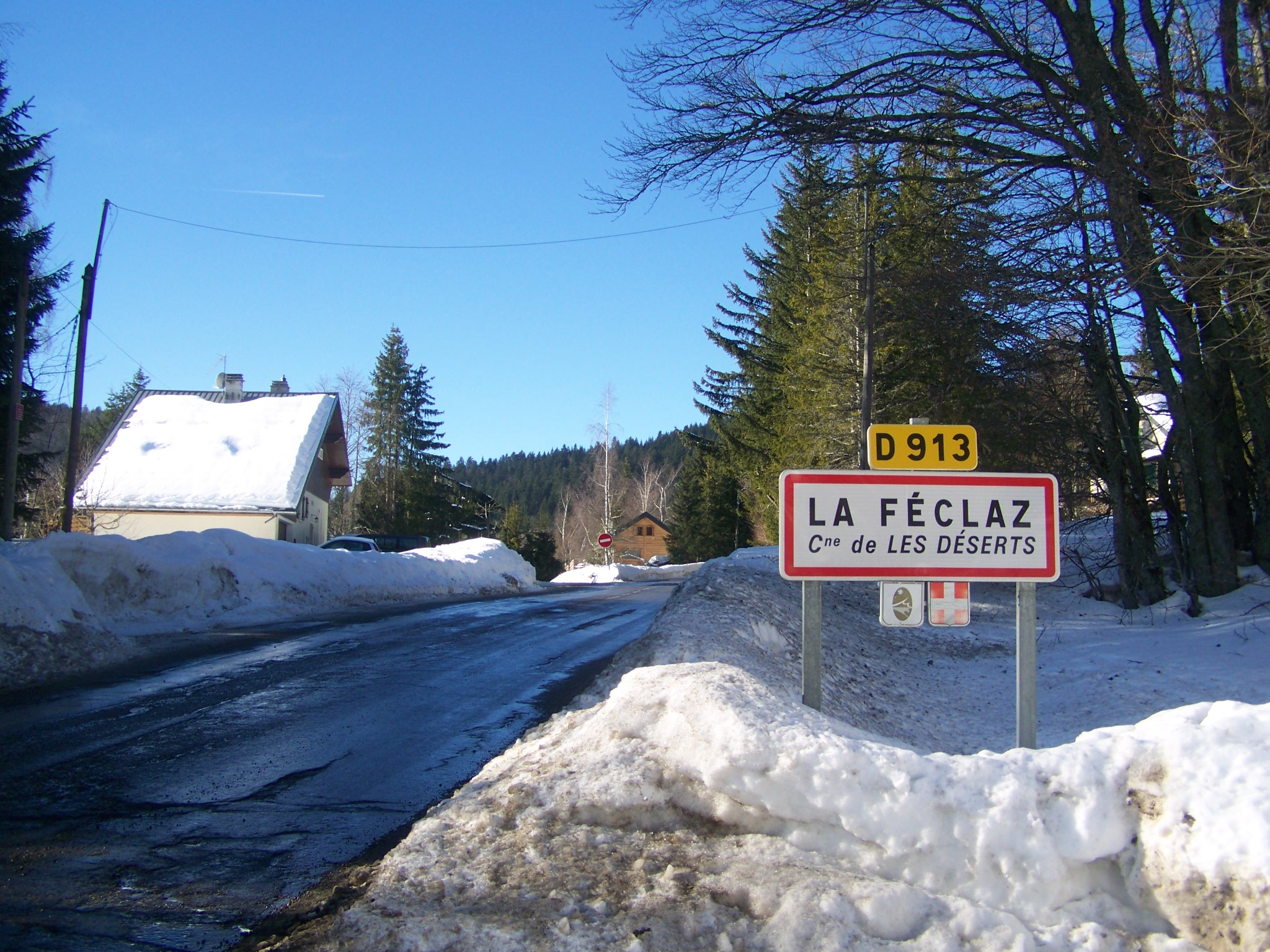
Arrivée à la Féclaz par la RD 913.

La station est desservie par l'ancienne route nationale 513, aujourd'hui route départementale 913, arrivant d'Aix-les-Bains par le mont Revard. Celle-ci permet également une desserte directe depuis Chambéry et Annecy de par sa jonction avec l'ancienne route nationale 512 (RD 912) au col de Plainpalais. Elle reste accessible durant l’hiver.
Les gares ferroviaires les plus proches sont, comme pour la route, celles de Chambéry - Challes-les-Eaux et d'Aix-les-Bains - Le Revard, ainsi que la gare d'Annecy au nord.
Les aéroports les plus proches sont l'aéroport de Chambéry-Savoie et l'aéroport d'Annecy Haute-Savoie Mont-Blanc. Plus éloignés, la station peut également être desservie par les aéroports internationaux de Genève et de Lyon.
Enfin la station est également desservie en période hivernale et estivale par la ligne de car du réseau Synchro, au départ de Chambéry.

## Nom de la station
Le toponyme La Féclaz est le nom d'un hameau de la commune des Déserts. Il désigne une faille ou une brèche, appelée « le Trou de la Féclaz », donnant accès depuis Saint-Jean-d'Arvey au plateau de La Féclaz. Ce toponyme provient d'un terme local fècle, ficle.
Le toponyme se prononce en savoyard ou francoprovençal La Fécla, parfois La Fécle.

## Histoire

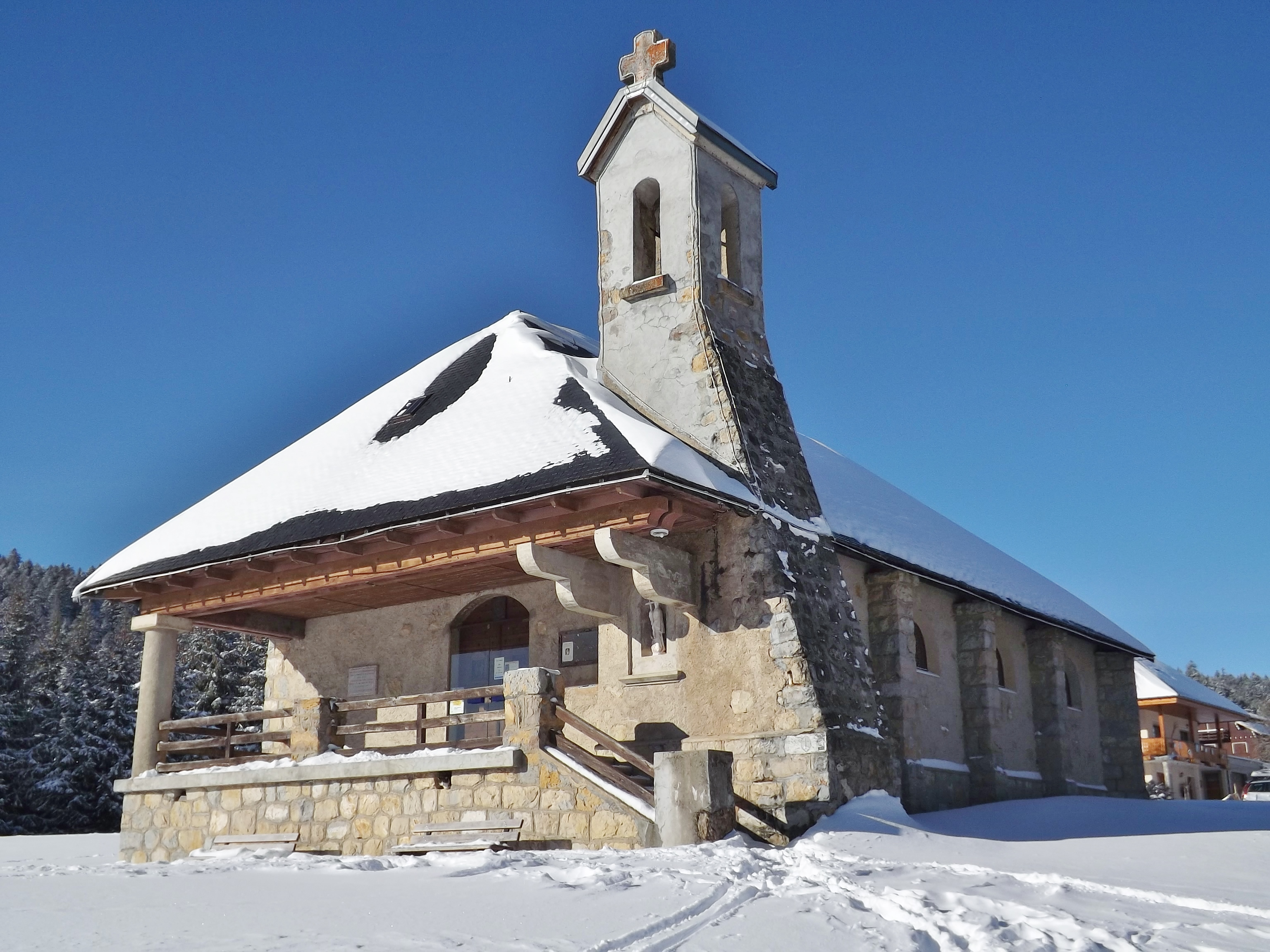
Chapelle Notre-Dame des Neiges.

La Féclaz est l'une des toutes premières stations à s'équiper d'un téléski en 1935. Conçu par Gabriel Julliard l'équipement est implanté sur les pentes de l'Orionde non loin du Chalet du Coin du Feu.
Afin d'accompagner le développement touristique de la station, des notables chambériens souscrivent, sous l'impulsion du curé et du maire de la commune des Déserts, à l'édification d'une chapelle dédiée à Notre-Dame-des-Neiges en 1936.

## La station

### Promotion et positionnement
La promotion de la station s'effectue à partir du grand domaine Savoie Grand Revard. L'office de tourisme se situe à La Féclaz.

### Hébergement et restauration
En 2014, la capacité d'accueil de la station, estimée par l'organisme Savoie Mont Blanc, est de 3 419 lits touristiques répartis dans 362 établissements. Les hébergements se répartissent comme suit : 33 meublés ; 3 résidences de tourisme ; 4 hôtels ; 5 centres ou villages de vacances/auberges de jeunesse ; 1 refuge ou gîte d'étape.

## Domaine skiable et gestion

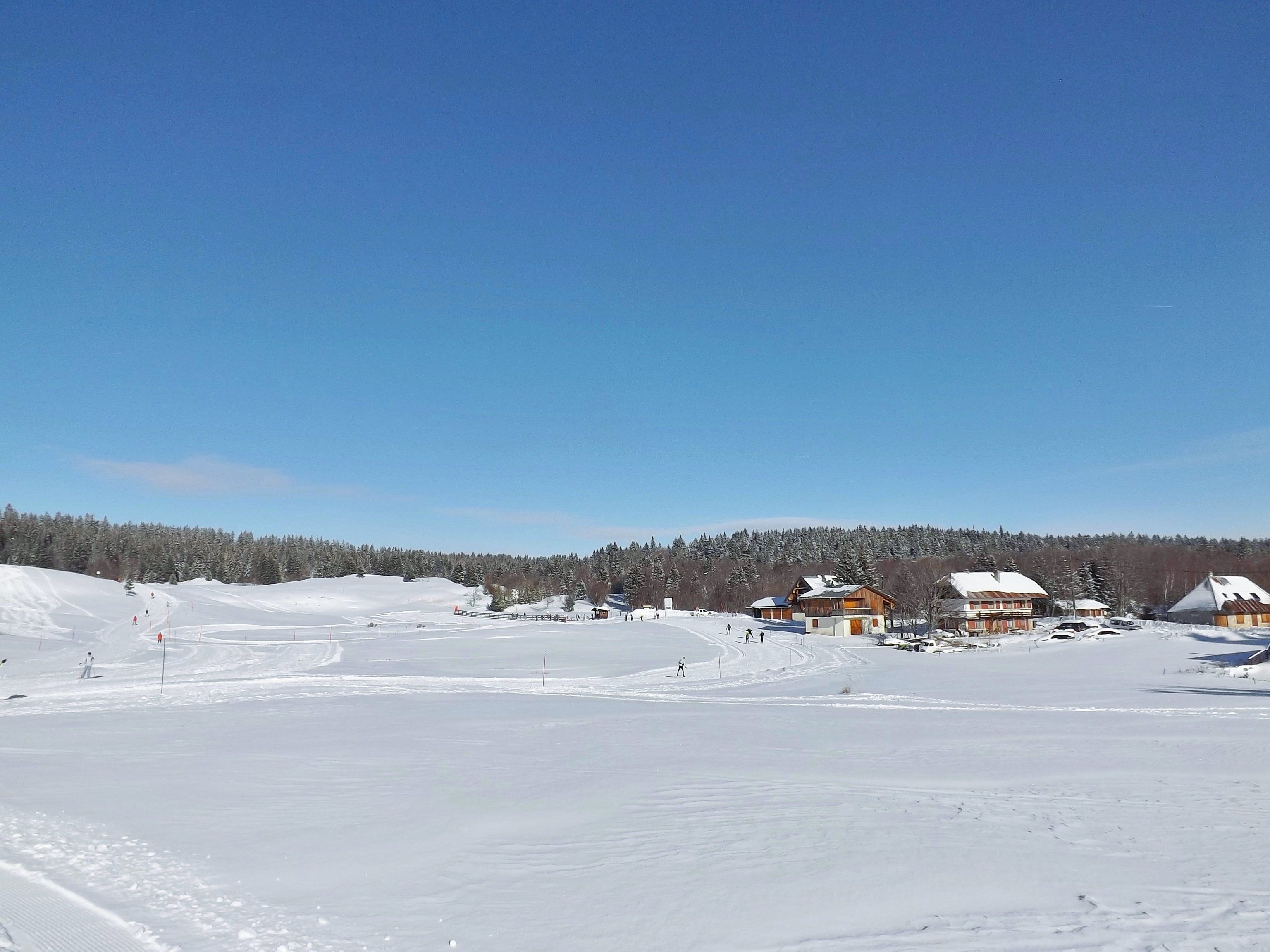
Plateau nordique de la station.

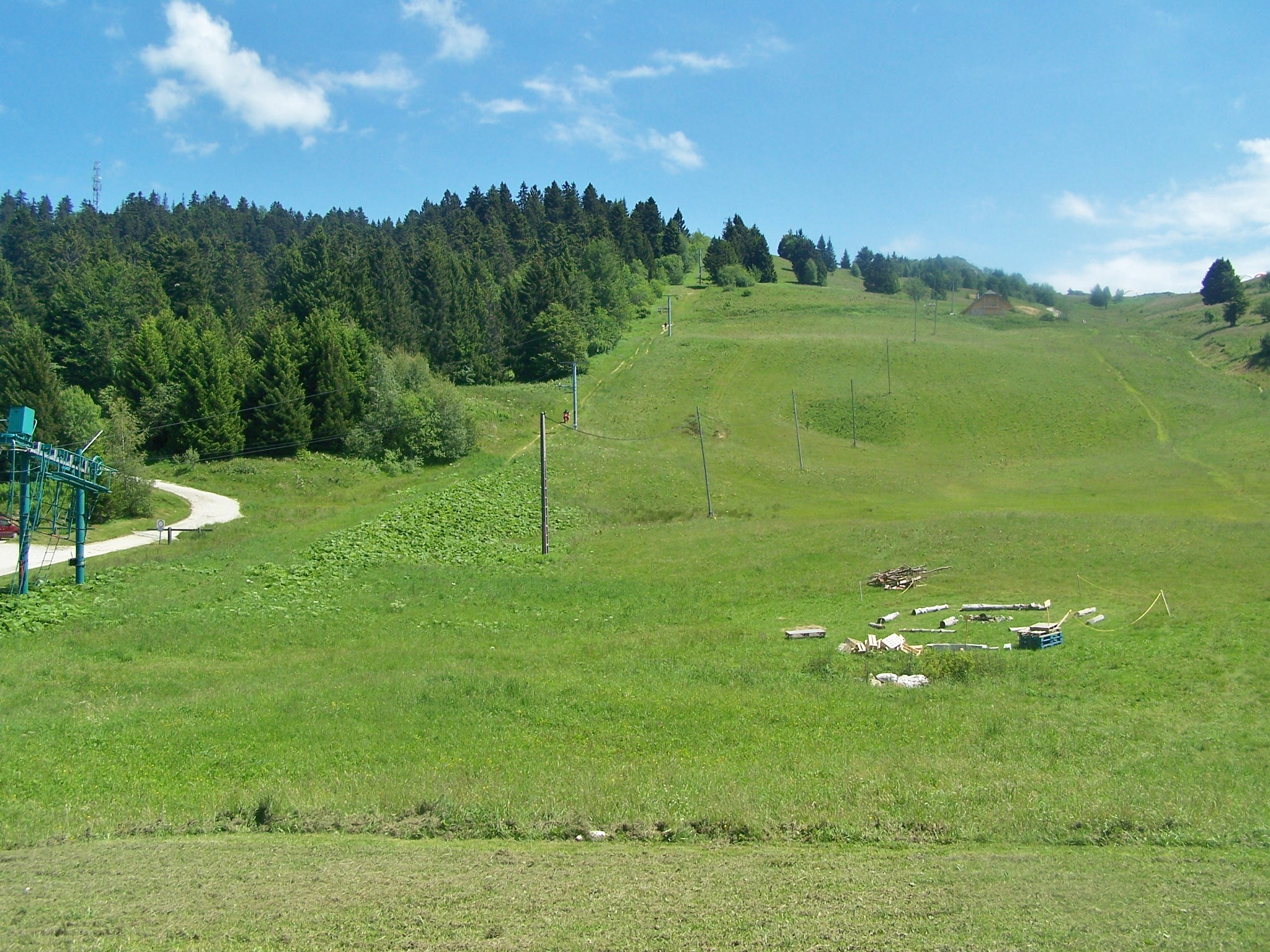
Le Sire, sommet de la station (été 2007).

### Le domaine
Cette station a accueilli l'un des tout premier téléskis des Alpes qui fut construit au Sire à la Féclaz sur les pentes du Nivolet. Elle compte actuellement 3 téléskis et 1 télésiège. La Féclaz fait partie du vaste domaine skiable de Savoie Grand Revard, qui est le premier site français de ski nordique, avec plus de 150 km de pistes.
- Altitude station: 1 350 m
- Ski de fond : 140 km
- Ski alpin[11] : 13 pistes (25 km[réf. souhaitée])
  - 2 pistes vertes
  - 5 pistes bleues
  - 5 pistes rouges
  - 2 pistes noires

Le 22 novembre 2014, la Féclaz inaugure un nouveau stade de biathlon, prévu pour accueillir les championnats de France de ski nordique en mars 2015.

### Les activités estivales
La Féclaz constitue une station familiale au sein de laquelle un large choix d'animations est organisé durant l'été pour les familles.
La station compte ainsi un centre d'équitation et un parc aventure, et le plateau de la Féclaz permet également la pratique du vélo tout terrain (VTT) au milieu des forêts de sapins ainsi qu'en zones découvertes pour des vues remarquables.
Mais le site de La Féclaz est surtout parcouru par de nombreux sentiers de randonnée de tous niveaux de difficulté. À titre d'exemple, il est possible de monter au Sire et de rejoindre le Mont Kamuniak (1 558 m) et son belvédère à 360 degrés, en moins d'une demi-heure. De nombreuses autres promenades plus longues sont également possibles au départ de la station, en particulier vers la croix du Nivolet, le Revard ou le col de la Doria.